# Gâche de Vendée
La gâche de Vendée est une spécialité culinaire de la Vendée. Elle est protégée par un label européen d'Indication géographique protégée (IGP) depuis 2013 sous l'appellation gâche vendéenne. Il s'agit d'une viennoiserie de forme ovale, dorée, et semblable à une brioche dont la mie est plus serrée. Elle est principalement composée de farine, d'œufs et de sucre ainsi que de beurre et crème fraîche pour renforcer le goût.

## Description
La gâche vendéenne est de forme ovale, de couleur dorée, et son dessus est scarifié. Sa mie, à la différence de la brioche vendéenne, est très serrée et compacte. Elle se différencie également d'autres gâteaux vendéens par une présence importante de crème fraîche, de beurre, d'œufs et de sucre. Elle doit être commercialisée non tranchée, ensachée de manière individuelle, et peser au moins 300 g afin de correspondre au cahier des charges de l'IGP.

## Histoire
Selon le lexicographe Randle Cotgrave (XVIe - XVIIe), la gâche serait une très vieille spécialité culinaire originaire de Normandie. Le Dictionarie of the French and English Tongue (1611) mentionnait déjà la « gasche » comme étant « un gâteau de Normandie ». 
On ne connaît pas bien son origine exacte, mais son histoire remonte au Moyen Âge[réf. nécessaire]. 
La gâche se situe dans la continuité des productions domestiques du bocage vendéen, dans laquelle chaque famille fabriquait ou faisait fabriquer son gâteau à l'occasion de fêtes, notamment le gâteau des fêtes pascales ou « pacaude » ou le gâteau des noces, dans une tradition remontant au moins au XIXe siècle, donnant lieu alors à la danse de la brioche durant le mariage.
La boulangerie devient un véritable métier au XIXe siècle, la recette paysanne de la gâche est alors améliorée et adaptée aux nouveaux moyens. Ordinairement fabriquée par les ménagères, la gâche est peu à peu récupérée par les boulangers-pâtissiers à partir des années 1920. Sa production, qui s'industrialise ensuite afin d'être produite en masse, associée à un tourisme vendéen en progression, généralise sa consommation qui ne se limite plus à sa région d'origine.

## Ingrédients

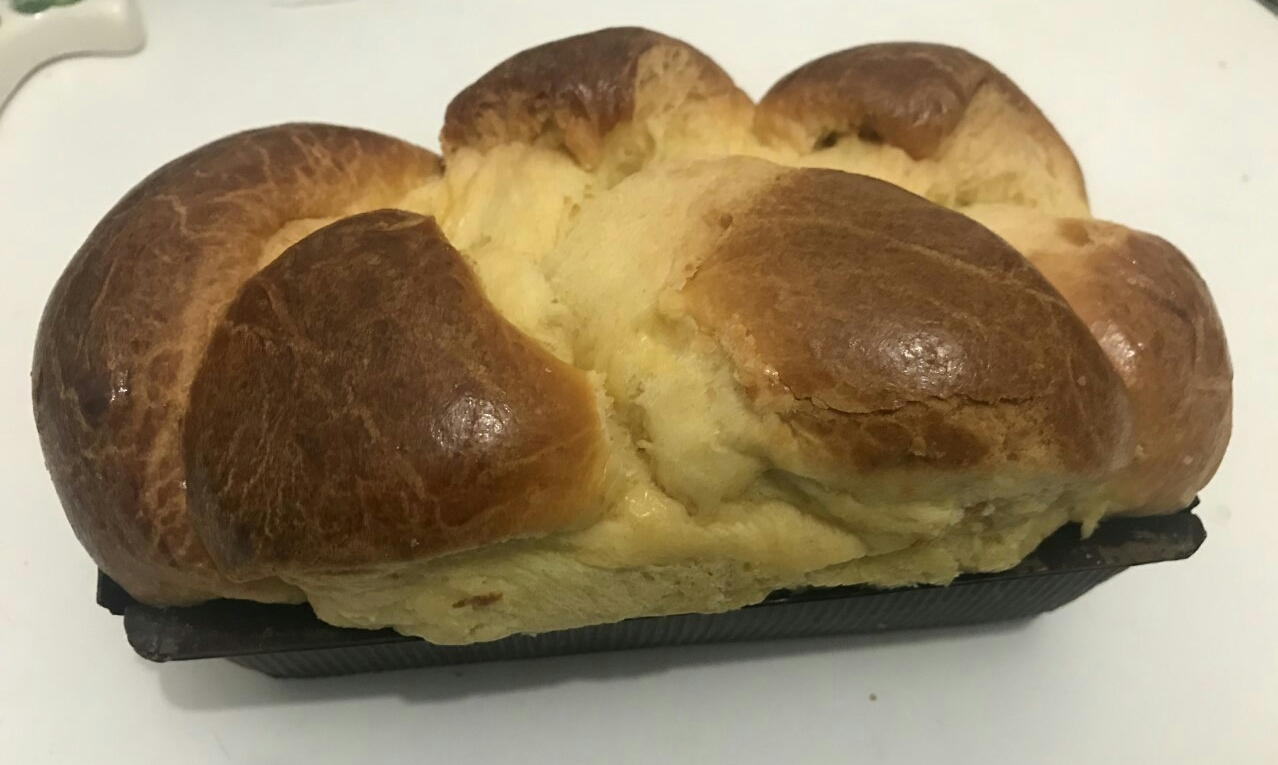
Brioche vendéenne.

Le cahier des charges pour l'IGP de la gâche vendéenne spécifie les ingrédients et quantités suivants :
- farine (42 % minimum) ;
- œufs (10 % minimum) ;
- beurre (10 % minimum) ;
- crème fraîche à 30% minimum de matière grasse (5 % minimum) ;
- sucre (10 % minimum) ;
- levain ;
- Levure boulangère fraîche (2 % maximum) ;
- sel marin (0,8 % minimum à 1 % maximum) ;
- Arômes et alcools (facultatifs) ;
- Lait, eau (10 % maximum).